# Embajada de Australia en Chile

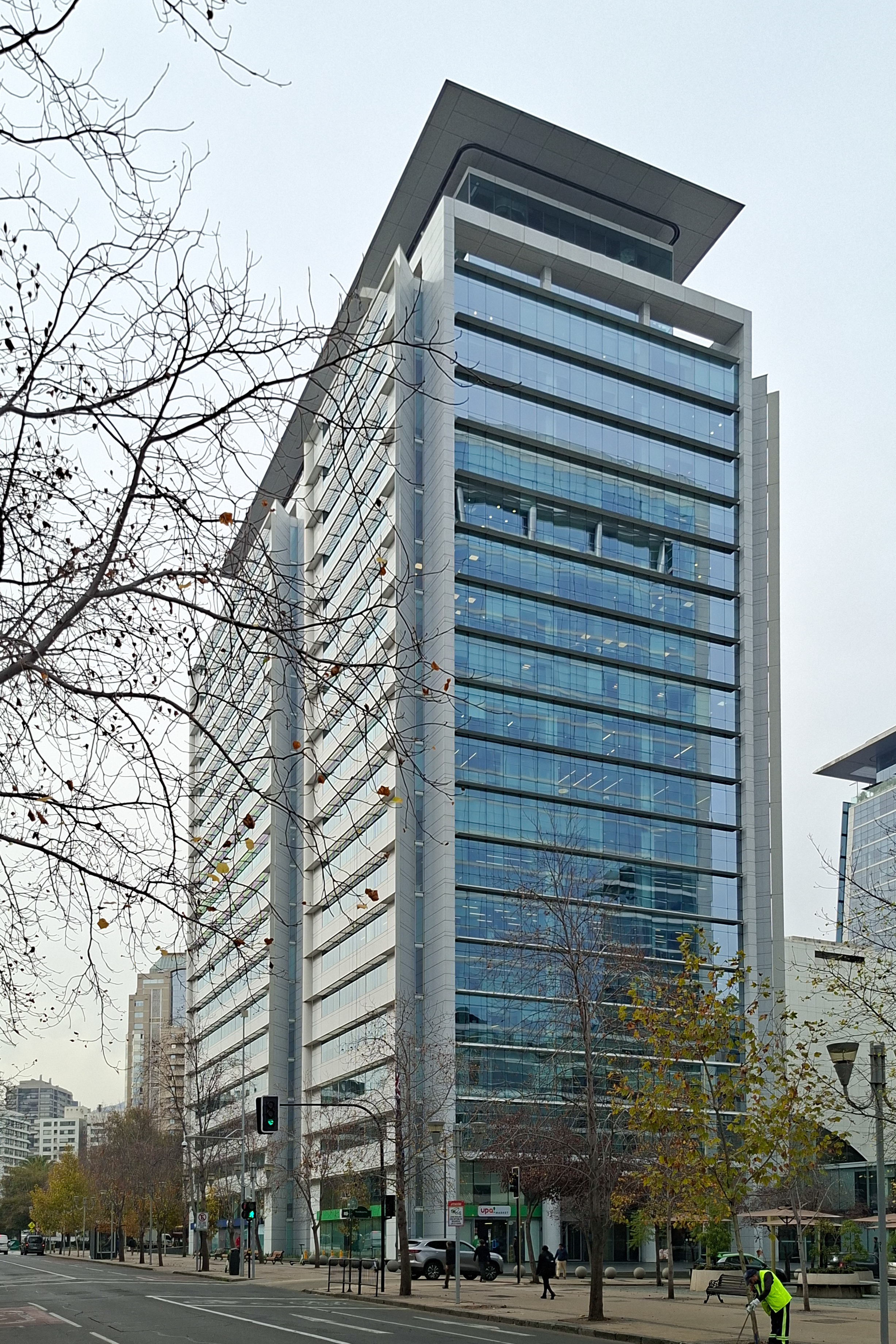
Edificio donde se encuentra la Embajada de Australia en la comuna de Las Condes, Santiago de Chile.

La Embajada de Australia en Chile es la principal y máxima representación diplomática australiana en Chile. Su sede se ubica en Calle Isidora Goyenechea Nº3621, oficinas 12 y 13, Las Condes, Santiago de Chile. Para envío y recibo de cartas tiene su casilla en Correos de Chile, Casilla 33, correo 10, Las Condes, Santiago de Chile, Chile. El embajador actual es Crispin Conroy.